# Calligrafia persiana
La calligrafia persiana (in persiano خوشنویسی فارسی‎) o calligrafia iraniana (in persiano خوشنویسی ایرانی‎), è la calligrafia della lingua persiana, una delle arti più venerate in tutta la storia dell'Iran.

## Storia

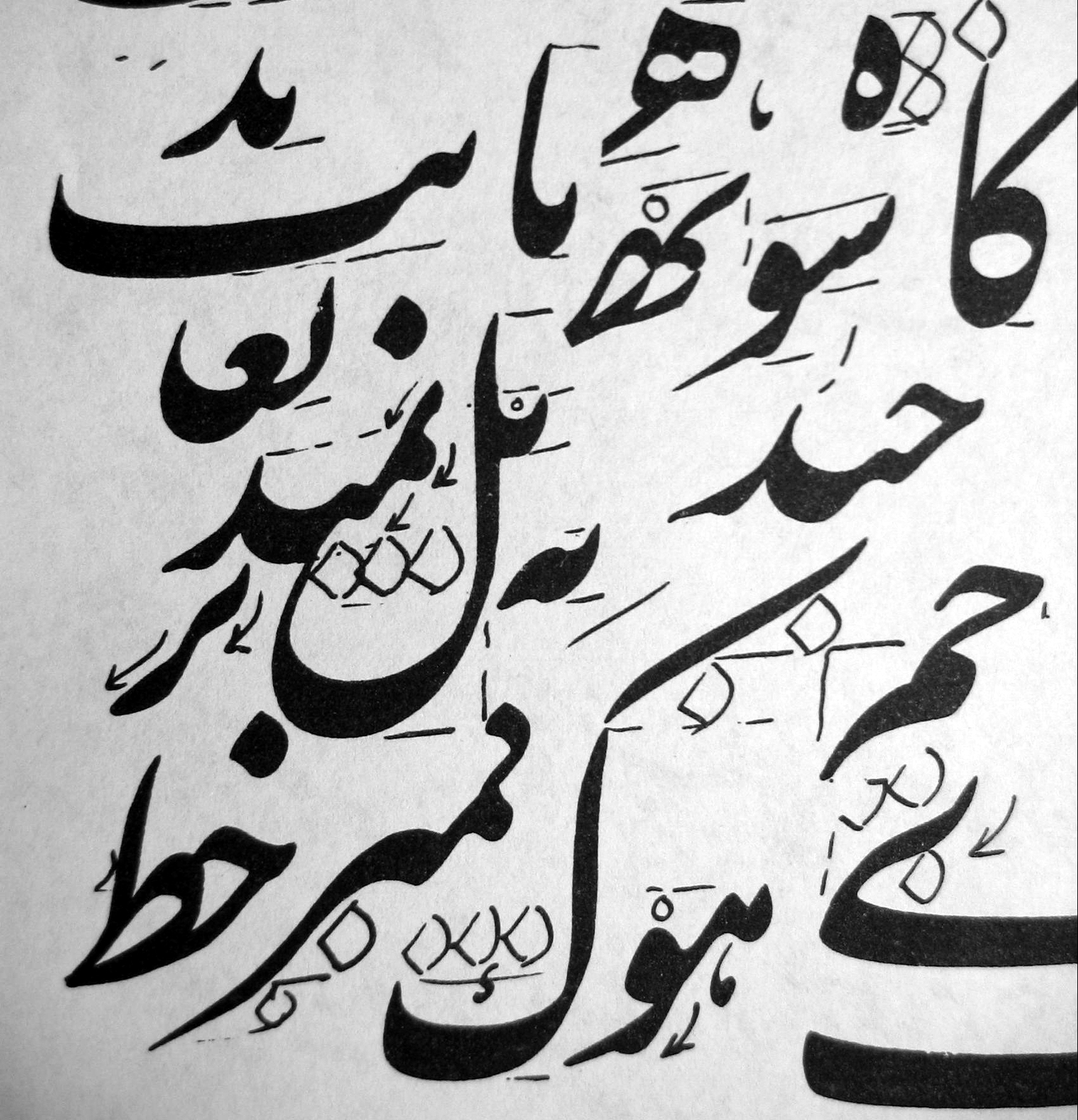
Esempio che mostra le regole di proporzione di Nastaʿlīq.

### Storia di Nasta'liq
Dopo l'introduzione dell'Islam, nel VII secolo, i persiani adattarono l'alfabeto arabo al persiano e svilupparono l'alfabeto persiano contemporaneo. L'alfabeto arabo ha 28 caratteri, mentre altre quattro lettere sono state aggiunte dagli iraniani, ottenendo così le 32 lettere attualmente presenti nell'alfabeto persiano.
Nell'XI secolo, Ibn Muqlah (in persiano ابنِ مقله بيضاوی شيرازی‎) e suo fratello crearono sei generi di calligrafia iraniana, vale a dire "Mohaqiq", "Reyhan", "Sols", "Naskh", "Toqi" e "Reqa". Questi generi rimasero comuni per quattro secoli. Nel VII secolo, del calendario Hijri, Hassan Farsi Kateb combinò gli stili "Naskh" e "Reqah" e inventò un nuovo genere di calligrafia persiana chiamato " Ta'liq". Nel XIV secolo, Mir Ali Tabrizi combinò due importanti calligrafie del suo tempo, vale a dire Naskh e Taliq, e creò un nuovo stile calligrafico persiano chiamato "Nas'taliq". Negli ultimi 500 anni il Nasta'liq (anche anglicizzato come Nastaleeq in persiano نستعلیق‎ nastaʿlīq) è stato lo stile predominante della scrittura perso-araba.
Nel XVII secolo Morteza Gholi Khan Shamlou e Mohammad Shafi Heravi crearono un nuovo genere chiamato corsivo Nasta'līq Shekasteh Nasta'līq (in persiano شکسته نستعلیق‎). Quasi un secolo dopo, Abdol-Majid Taleqani, che all'epoca era un artista di spicco, portò questo genere ai massimi livelli. Questo stile calligrafico si basa sulle stesse regole del Nas'taliq. Tuttavia, il corsivo Nas'taliq ha alcune differenze significative: fornisce movimenti più flessibili ed è leggermente più allungato e curvo. Yadollah Kaboli è uno dei più importanti calligrafi contemporanei all'interno di questo stile.

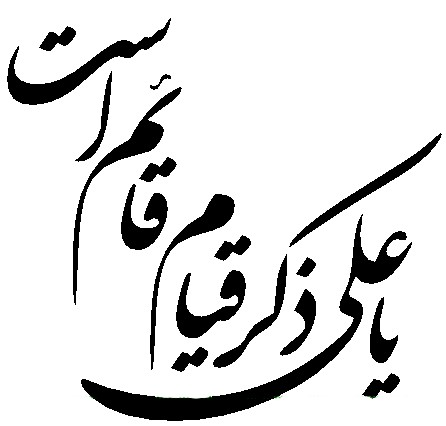
Calligrafia persiana.
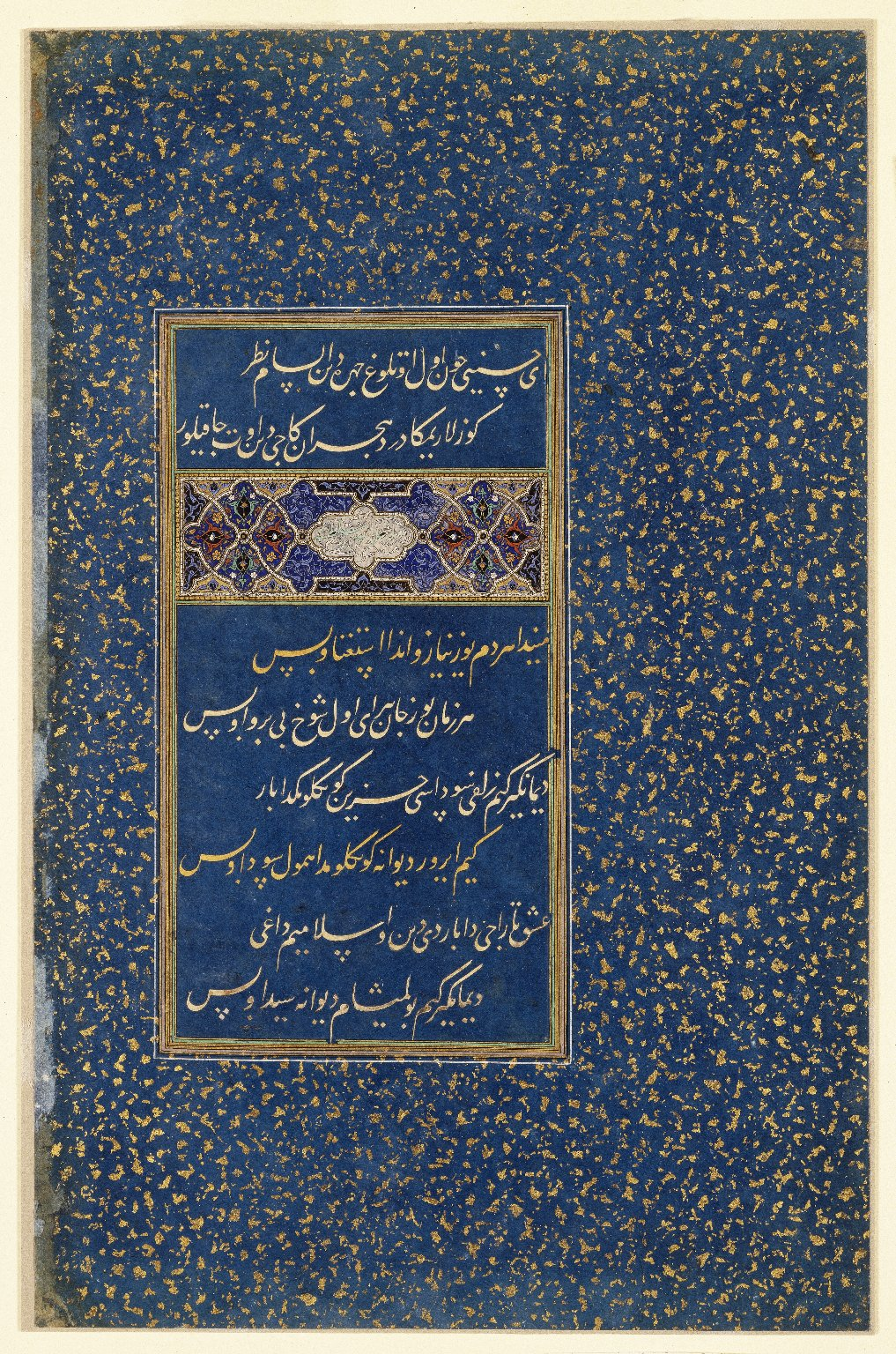
Folio di poesia diwan di Sultan Husayn Mirza, ca. 1490. Brooklyn Museum.
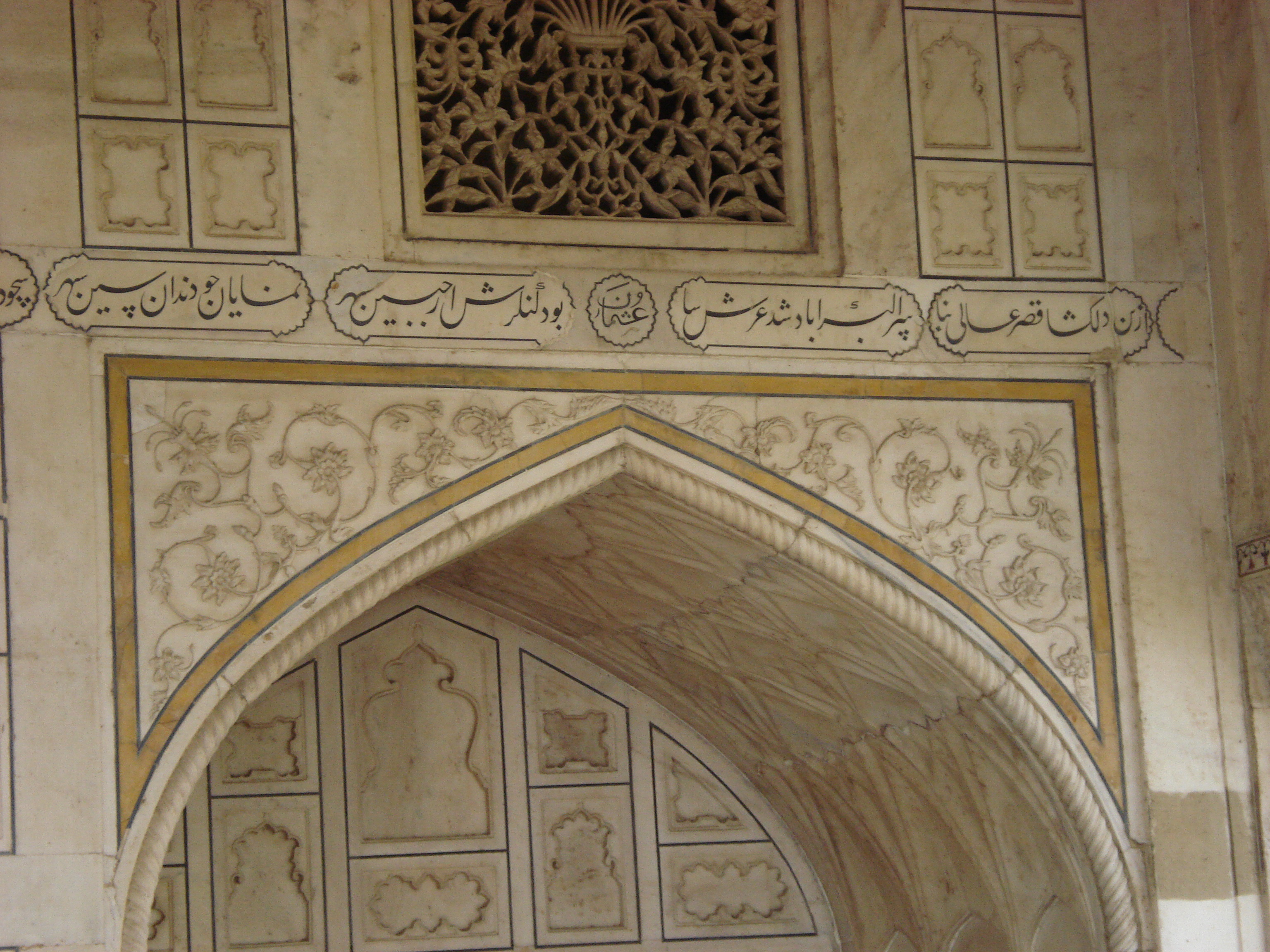
Calligrafia di poesie persiane su grande pishtaq presso il Forte rosso di Agra, India
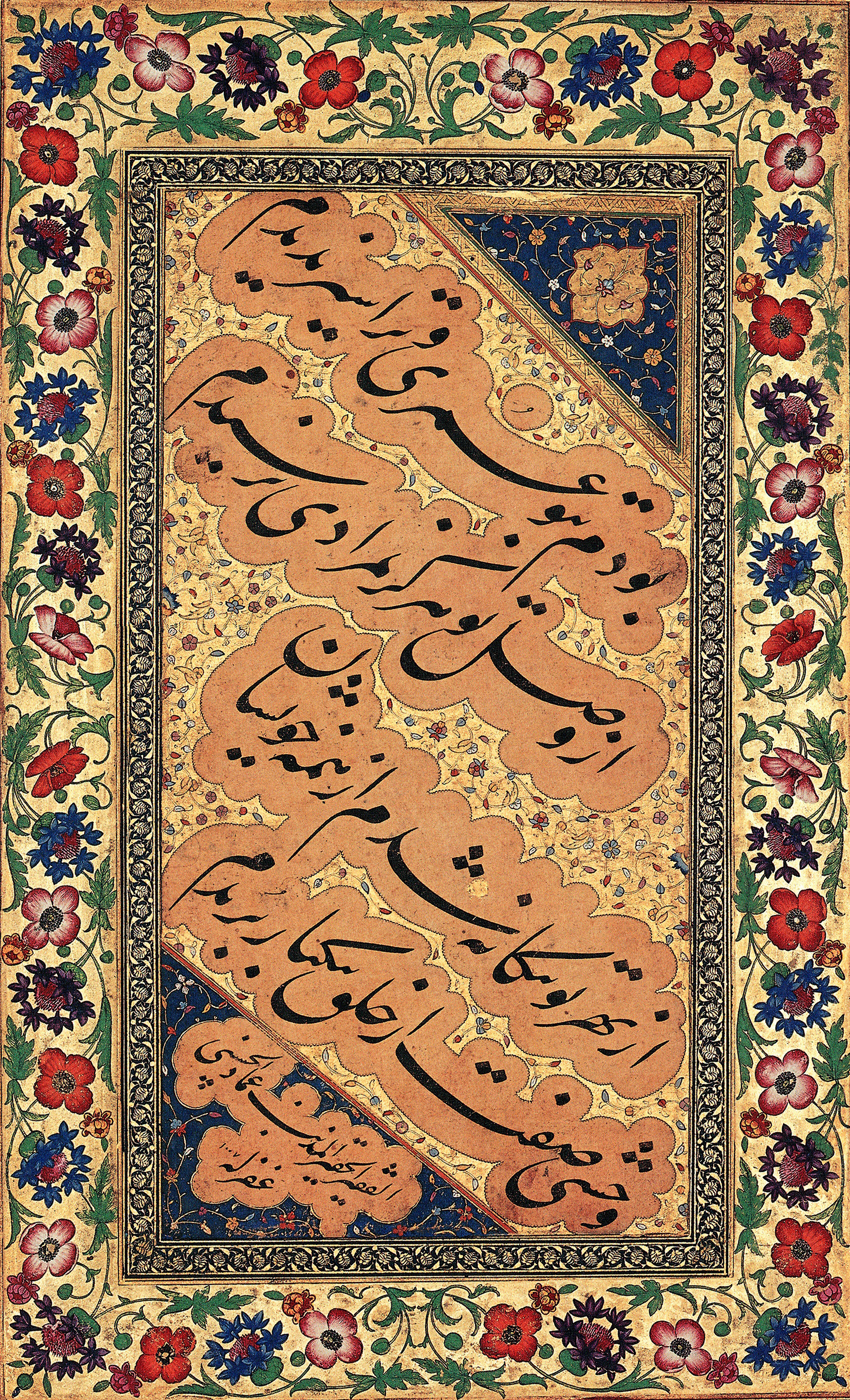
Pannello Chalipa, Mir Emad.

## Calligrafia persiana contemporanea
Nel 1950, Hossein Mirkhani, Ali Akbar Kaveh, Ebrahim Bouzari, Hassan Mirkhani e Mehdi Baiani fondarono l’Associazione Iraniana dei Calligrafi. Per una panoramica dello sviluppo della calligrafia persiana in Afghanistan, vedi "Calligraphy during last two centuries in Afghanistan" (1964), di Azizuddin Vakili.

### Movimento modernista
Zendeh Roudi, Jalil Rasouli, Parviz Tanavoli e Nima Behnoud usano la calligrafia persiana e la poesia di Rumi nella progettazione di abiti.

### Post modernismo
Abol Atighetchi utilizza una combinazione di naskh colorato, suluth e calligrafia in stile cufico con grandi lettere in un unico dipinto in acrilico di grande formato, per la sua presentazione del lavoro, e cerchi in foglia d'oro o semplice colore per decorare, ma nello stile Nastaligh vengono utilizzate molte forme e linee geometriche colorate per modernizzare il quadro, e la stessa tecnica è usata per modernizzare i grandi uccelli di bessmel (in persiano مرغ بسمل‎), tutti disegnati con lettere grandi. Questo stile può essere classificato come postmoderno.

### Generi
- Nasta'liq
- Shekasteh Nastaʿlīq (corsivo Nasta'liq)
- Naghashi-khat (pittura-calligrafia combinata)
- Mir Ali Tabrizi
- Mir Emad
- Mirza Buzurg-i-Nuri
- Mishkin-Qalam
- Gholam Hossein Amirkhani